# Prisca Steinegger
Prisca Carole Steinegger (* 1. September 1977 in Zürich) ist eine ehemalige schweizerische Fussballspielerin.

## Karriere
Die gebürtige Zürcherin begann mit dem Fussball auf Vereinsebene beim FC Waidberg. Es folgte ein Engagement beim DFC Blue Stars Zürich. Dort spielte Steinegger von 1989 bis 1996, ehe ein kurzer Abstecher zum FC Schwerzenbach folgte. Die Verteidigerin spielte anschliessend erneut im Trikot des DFC Blue Stars Zürich. Weitere Vereine ihrer Karriere waren der SV Seebach und der FC Zürich Frauen. Mit den Zürcherinnen errang sie 2008 und 2009 den Meistertitel und 2007 den Cupsieg.
Steinegger bekam 1999 ein Stipendium für eine Ausbildung in den USA, konnte wegen einer Verletzung dann aber nicht teilnehmen. Dafür nahm sie später eine Stelle bei der FIFA an. Von 1996 bis 2008 spielte Steinegger in der Schweizer Fussballnationalmannschaft. Sie kam zu 55 Einsätzen und erzielte dabei zwei Tore. 2003 wurde sie in Bern zur Schweizer Fussballerin des Jahres gewählt.

## Erfolge
- Schweizer Meisterin: 2008, 2009
- Schweizer Cupsiegerin: 2007
- Schweizer Fussballerin des Jahres: (2003)